# Tresboeuf
Tresboeuf (bretonska: Trevo) är en kommun i departementet Ille-et-Vilaine i regionen Bretagne i nordvästra Frankrike. Kommunen ligger i kantonen Le Sel-de-Bretagne som tillhör arrondissementet Redon. År 2022 hade Tresboeuf 1 235 invånare.

## Befolkningsutveckling
Antalet invånare i kommunen Tresboeuf
Referens:INSEE